# Ropalopus fischeri
Ropalopus fischeri är en skalbaggsart som först beskrevs av Johann Krynicki 1829.  Ropalopus fischeri ingår i släktet Ropalopus och familjen långhorningar.
Artens utbredningsområde är Ukraina. Inga underarter finns listade i Catalogue of Life.